# 25 Lekka Brygada Pancerna (ZSRR)
25 Lekka Brygada Pancerna (ros. 25-я танковая бригада) – pancerny związek taktyczny Armii Czerwonej.

## Działania bojowe
Brygada wzięła udział w kampanii wrześniowej w składzie Połockiej Grupy Armijnej. Rano 17 września przekroczyła  granicę państwową na odcinku Łozowniki-Orechowno i do końca dnia osiągnęła rejon Plissa–Glębokie. W Głębokiem wzięto do niewoli 3 oficerów i 175 żołnierzy polskich. W następnym dniu brygada maszerowała w kierunku Podstawy–Hoduciszki i do końca dnia osiągnęła rubież rzeki Komajka. 19 września brygada kontynuowała marsz na Wilno. Pierwsza do Wilna weszła grupa rozpoznawcza st. lejt. Akutowa, która uchwyciła Zielony Most i, współdziałając z czołgami, wdarła się do centrum miasta likwidując napotkane punkty oporu. W końcu dnia brygada ześrodkowała się w lesie na północny wschód od Wilna.
W dniu agresji na Polskę brygada posiadała 251 czołgów T-26 i 27 samochodów pancernych.
Do działań brygada wyprowadziła 250 wozów bojowych. Po ich zakończeniu pozostało 205 sprawnych wozów bojowych. Straty bojowe to 4 czołgi. Ponadto na trasach marszu pozostawiono 41 wozów bojowych.

## Struktura organizacyjna
W 1939
- 135 batalion czołgów
- 138 batalion czołgów
- 139 batalion czołgów
- 145 batalion czołgów
- 267 batalion remontowy
- batalion rozpoznawczy
- batalion transportowy

## Dowódcy brygady
- płk Arsenij Wasiljewicz (był w 1939)[4]